# Телесезон
Сезон, телевізійний сезон (телесезон) (від фр. saison, від лат. satio — «період сіяння») — це період річної телевізійної програми. Зазвичай кількість серій в телевізійних шоу та серіалах залежить від кількості тижнів в телесезоні.
У більш вузькому значенні це сезон серіалу — набір епізодів серіалу, що чергуються і об'єднані за одним принципом: визначена кількість серій в одному сезоні, загальна сюжетна лінія, чи її продовження, пора року і т.і.